# Apgar
Apgar indeks (ili indeks vitalnosti po Apgarovoj ili Apgar score) je jednostavan sustav bodovanja za brzu procjenu vitalnosti novorođenog djeteta. 
Virginia Apgar je anesteziologinja koja je osmislila indeks 1952.g. i koji po njoj nosi ime. 
Apgar indeks vitalnosti djeteta je zbroj vrijednosti pet jednostavnih kriterija koji se boduju na ljestvici od nula do dva. Apgar indeks može imati vrijednost u rasponu od nula do 10. Određuje se u prvoj i petoj minuti nakon porođaja.
Apgar indeks je važan alat liječnicima za procjenu novorođenčeta kojim utvrđuju eventualnu potrebu za hitnom dodatnom medicinskom obradom novorođenčeta ili zahvatom. Apgar nije pokazatelj dugoročnog razvoja djeteta. 

## Kriteriji
Pet kriterija Apgar indeksa:
| Kriterij                | 0 bodova          | 1 bod                         | 2 boda             |
| ----------------------- | ----------------- | ----------------------------- | ------------------ |
| Boja kože               | modra ili blijeda | trup ružičast, okrajine modre | ružičast           |
| Frekvencija srca        | nema              | <100                          | >100               |
| Refleksna podražljivost | bez odgovora      | grimasa, slab pokret          | plač, pokret       |
| Mišićni tonus           | mlohav            | slaba fleksija                | jaka fleksija      |
| Disanje                 | ne diše           | grčevito, slab plač           | jak, pravilan plač |